# Lotbinière
Lotbinière é um Concelho Municípal Regional (MRC) da província canadense de Quebec, na região de Chaudière-Appalaches. Criado no dia 1 de Janeiro de 1982. Sua principal cidade é Sainte-Croix.

## Divisões do MRC de Lotbinière

### Municípios

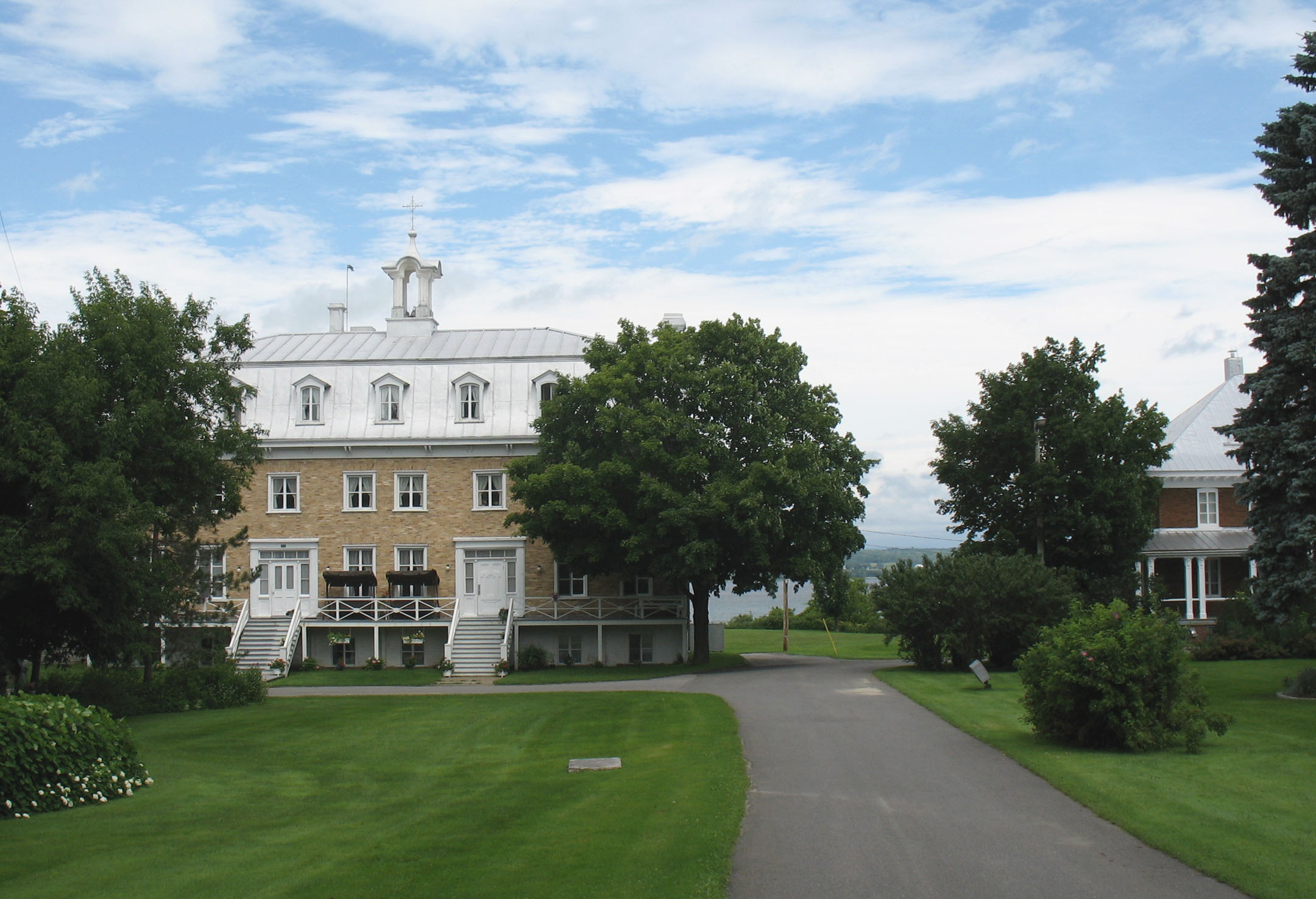
Lotbinière

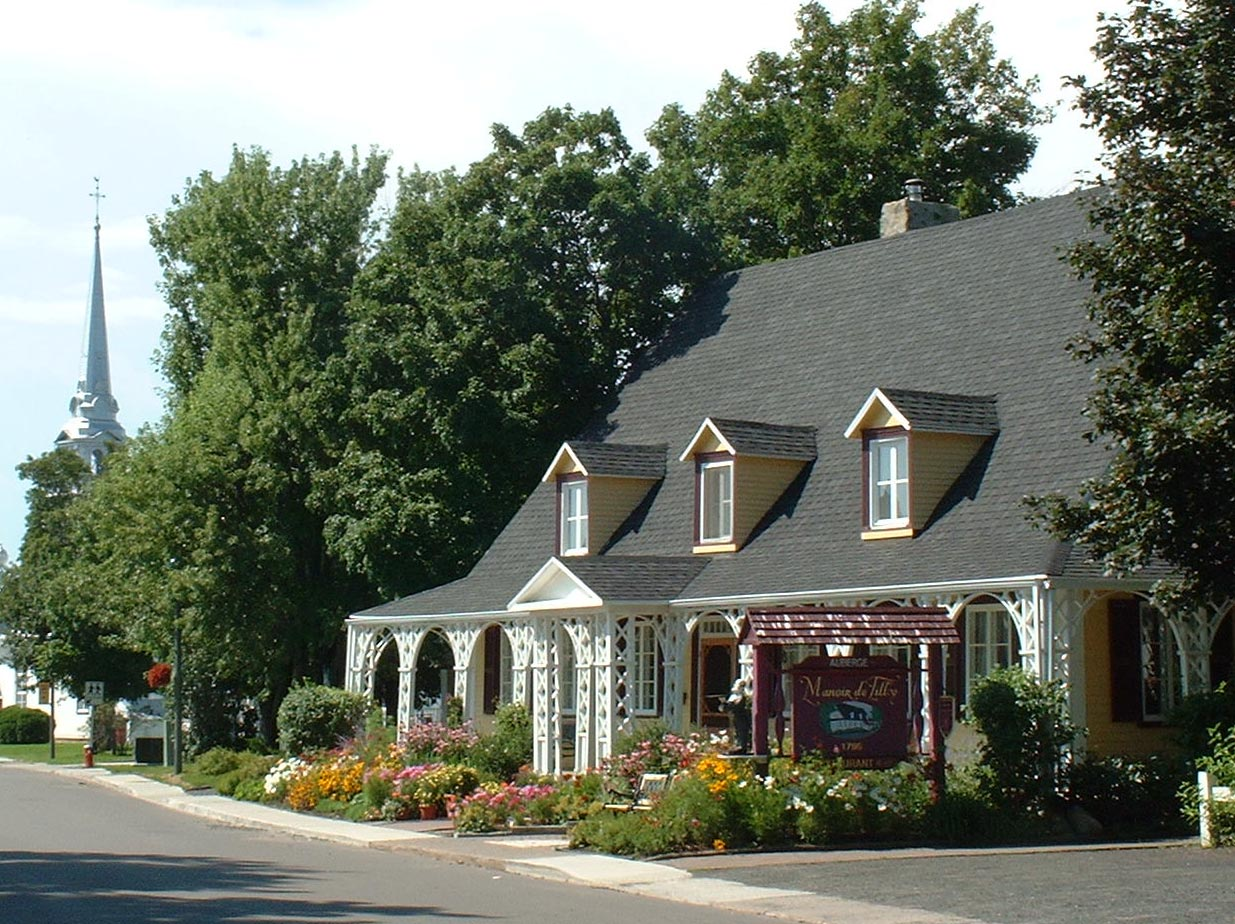
Saint-Antoine-de-Tilly

- Dosquet
- Leclercville
- Lotbinière
- Saint-Agapit
- Saint-Antoine-de-Tilly
- Saint-Apollinaire
- Sainte-Agathe-de-Lotbinière
- Sainte-Croix
- Saint-Flavien
- Saint-Janvier-de-Joly
- Saint-Patrice-de-Beaurivage
- Saint-Sylvestre
- Val-Alain

### Freguesias
- Notre-Dame-du-Sacré-Coeur-d'Issoudun
- Saint-Édouard-de-Lotbinière
- Saint-Gilles
- Saint-Narcisse-de-Beaurivage

### Aldeia
- Laurier-Station